# (37780) 1997 HO11
1997 إتش أو 11 (ويعرف أيضًا باسم (37780) 1997 إتش أو 11 وفق تسمية الكوكب الصغير) (بالإنجليزية: 1997 HO11)‏ هو كويكب ضمن حزام الكويكبات؛ وترتيبه 37780 من حيث الاكتشاف.
اكتُشف هذا الجُرم الفلكي بواسطة بحث لنكولن عن الكويكبات القريبة من الأرض في 30 أبريل 1997.

## وصلات خارجية
- (37780) 1997 HO11 في قاعدة بيانات مختبر الدفع النفاث لأجرام النظام الشمسي الصغيرة

- الاكتشاف · مخطط المدار ·  العناصر المدارية · المعلمات المادية

- (37780) 1997 HO11 على موقع ويكي سكاي: DSS2, SDSS, GALEX, IRAS, Hydrogen α, X-Ray, Astrophoto, Sky Map, Articles and images